# Marquice Cole
Marquice Jermal Cole (Hazel Crest, 13 novembre 1983) è un ex giocatore di football americano statunitense che ha militato nel ruolo di cornerback nella National Football League (NFL). Al college ha giocato a football alla Northwestern University.

## Carriera
Dopo non essere stato scelto nel Draft NFL 2007, Cole firmò con gli Oakland Raiders. In seguito fece parte di Tennessee Titans e New Orleans Saints ma debuttò come professionista solo nel 2009 come membro dei New York Jets. Con essi rimase fino al 2011 giocando principalmente per gli special team. Nel 2012 e 2013, Cole giocò con i New England Patriots, da cui fu svincolato il 26 dicembre 2013. Il 14 gennaio 2014, Cole firmò coi Denver Broncos dopo gli infortuni di Chris Harris e Derek Wolfe, raggiungendo il Super Bowl XLVIII, perso contro i Seattle Seahawks.

## Palmarès

### Franchigia
- American Football Conference Championship: 1

Denver Broncos: 2013

## Statistiche
| Partite totali      | 64  |
| Partite da titolare | 2   |
| Tackle              | 72  |
| Sack                | 0,0 |
| Intercetti          | 4   |
| Touchdown           | 1   |
| Fumble forzati      | 0   |